# 广东培正学院
广东培正学院（英語：Guangdong Peizheng College），是一所中华人民共和国的普通高等院校，位于广东省广州市花都区。于1993年由粤港澳三地培正学校旧生捐资帮助建立，原名私立培正商學院（英語：PuiChing Commerclal College）,現為一所提供全日制本科教育的大學。拥有建筑、信息、理学、经管、人文、社科、法学、新闻、金融、艺术、科学等院系。